# Тайожне міське поселення
Тайо́жне міське поселення (рос. Таёжное городское поселение) — міське поселення у складі Совєтського району Ханти-Мансійського автономного округу Тюменської області Росії.
Адміністративний центр та єдиний населений пункт — селище міського типу Тайожний.
Населення міського поселення становить 2074 особи (2017; 2370 у 2010, 2526 у 2002).
Станом на 2002 рік до складу Тайожної селищної ради входило також присілок Тімкапауль (міжселенна територія).